# 彼得後書
《彼得後書》或譯《伯多祿後書》（希臘語：ΠΕΤΡΟΥ B΄），是《新約聖經》中的第22卷書，屬於“大公書信”中最前寫成的第三卷。根據基督教傳統，基督教相信成书时间是大约公元65–67年，即教會傳統認為彼得（原名西门）殉道（遭羅馬皇帝尼祿處決）的那一年。教會認為这本书是耶稣十二使徒之首彼得所写。現代聖經研究則認為作者不可能是彼得。

## 寫作背景
傳統認為，彼得執筆寫第二封信時，他知道自己將不久於人世了。他渴望提醒基督徒同工確切的知識的重要性，因為這能够幫助他們在服事職務上保持堅定。 
不過，按照書信描述，書信對象的一般基督徒群體已經抄傳使徒保羅的書信而且對保羅的書信十分熟識，那會是保羅傳道工作之後一段長時間，因此大部分認為寫作時間會比較傳統彼得殉道的時間晚，不早於公元80年。

### 关于作者
信的執筆者自己説，他就是“作耶穌基督僕人和使徒的西門·彼得”。（彼得后书1:1）「西門·彼得」在原文作 （西緬·彼得）；「西緬」和「西門」二名都是出自希伯來文 。他提及這封信是他寫給弟兄們的“第二封信”。（彼得后书3:1）他説自己曾親眼目擊耶穌基督改變形貌。這是彼得與雅各和約翰同享的一項特權，而彼得以目擊證人的感受報導這次經歷。（1:16-21）他也提及耶穌曾預告他的死亡。
有些批評家卻以兩封信在風格上不同為理由而否認第二封信是彼得寫的，有人辯解認為因為兩封信的主題和寫作目的均不一樣，彼得的第一封信是透過“忠心的兄弟西拉”寫的，認為他允許西拉在遣詞造句方面有若干自由，來解釋為何兩封信在風格上有差異，因為西拉看來並沒有參與第二封信的寫作（彼得前书5:12）。
然而，彼得本身是不諳希臘文的，使徒行傳形容他和約翰是「沒有學問的小民」 ，希臘文新約原來的用字是（ 的男性複數），可解作文盲，因此彼得是作者的可能性是微乎其微的。
彼得後書多處經節是和猶大書一模一樣，包括彼後1:5與猶3、彼後1:12與猶5、彼後2:1與猶4、彼後2:4與猶6、彼後2:6與猶7、彼後:10-11與猶8-9、彼後2:12與猶10、彼後2:13-17與猶11-13、彼後3:2f與猶17f、彼後3:14與猶24，以及彼後3:18與猶25，這些都令人質疑彼得是否該書的作者。
彼得後書的正典地位曾經因為它“很少被教會元老所引用”而引起爭論。但是，從稱為“基督教希臘文聖經傑出的早期書目”的圖表可以看出，在第三屆迦太基會議召開之前，彼得後書已被若干位權威視為屬於聖經書目的一部分。

## 写作时间
很可能在公元65–67年左右，即彼得完成第一封信之後不久，在巴比倫或其鄰近地區寫成。但在這方面並沒有任何直接的證據，特别是該書的寫作地點。彼得寫第二封信時，保羅的書信已在各會衆中被人互相傳閲，彼得也讀過這些書信，並視之為受上帝感示的寫作。他將保羅的書信與“别的經書”並列。彼得的第二封信是寫給那些“與我們同得一樣寶貴信心的人”的，對象包括彼得第一次去信的人和他曾向之傳道的人在內。正如第一封信在許多地方受人傳閲，第二封信也帶有通函的性質。

## 主要内容

### 要使所蒙的屬天呼召堅定不移
（覆盖彼得後書第一章）彼得對那些“同得一樣寶貴信心的人”表示仁愛的關注。他願非配得的仁慈與平安因他們“對上帝和對我們主耶穌的確切認識”而多多加給他們。上帝已將“又寶貴又極大的應許”賜給他們，藉此他們得以與上帝的性情有分。因此，他們要分外殷勤，有了信心，還要加上德行、知識、節制、忍耐、敬虔效忠、弟兄感情及愛心。他們若充充足足的有這幾樣，便不會在與確切知識有關的方面變成閒懶不結果子了。弟兄們應當更加努力，使所蒙的恩召和揀選堅定不移，好叫他們得以進入永遠的王國。彼得知道自己“脱離這帳棚的時候快到了”，因此遂將這些事提醒他們，使他們可以在彼得去世之後將這些事謹記在心。彼得曾親眼在聖山上看見基督的威榮，當時有聲音“從極大榮光之中”向耶穌説：“這是我的愛子，我所喜悦的。”這件事使衆先知的預言成為更確實。他們應當予以留意，因為預言不是出自人意的，“乃是人被聖靈感動，説出上帝的話來”。

### 向偽教師發出强烈警告
（覆盖彼得後書第二章）假預言者和偽教師會引進陷害人的異端，引誘人隨從他們邪淫的行為，以致真理受到毁謗。但他們的滅亡必定會速速來到。就是天使犯了罪，神也沒有寬容，曾把他們丟在地獄，交在黑暗坑中等候審判。神也沒有寬容上古的世代，叫洪水臨到那不敬虔的世代。又把所多瑪、蛾摩拉焚化為灰，做為後世不敬虔人的鑑戒。然而，神卻拯救了傳道者挪亞和義人羅得。這些人好像沒有靈性，生來就是畜類，以備捉拿宰殺的。他們毀謗所不曉得的事。以騙人的道理為樂，滿眼淫色、貪婪，好像巴蘭一般貪愛不義的工價。這些人應許人得以自由，自己卻成為敗壞的奴隸。

### 要切切仰望上帝的日子
（覆盖彼得後書第三章的内容）彼得寫這封信是要激發基督徒清晰的思考力，叫他們記住先前神忠僕所説的話。末世必有好譏誚的人出來説：“主基督要降臨的應許在哪裏呢？”這些人忘記了神曾在古時用洪水消滅了當時的世界，但是現在的天地還是憑着那命存留，直留到不敬虔之人受審判遭毁滅的日子，用火焚燒。神看千年如一日，因此祂“其實不是耽延”，而是寬容各人，因為祂不願有任何人滅亡。所以，當基督徒切切仰望神的日子來臨之際，他們應當留意自己的行為及表現敬虔的效忠。在那日，天要被火焚燒而毁去，有形質的都要被烈火所熔化。但我們卻按照神的應許盼望有“新天新地”來臨。
因此，基督徒應當盡力“使自己沒有玷污，無可指摘，安然見主”。他們應當把救主基督的長久忍耐視為得救的因由，正如親愛的保羅在給他們的信中所説的一般。既然預先知道這些事，他們就當防備，以免從自己堅定的地步墜落。正如彼得在結束這封信時説：“要在我們主救主耶穌基督的恩典和知識上有長進。願榮耀歸給祂，從今直到永遠。”

## 基督新教觀點

### 確切的知識
彼得自己把他從希伯來文聖經中獲得的確切知識穿插在他的論據中。他作證希伯來文聖經是在聖靈感示之下寫成的。“因為預言從來沒有出於人意的，乃是人被聖靈感動，説出神的話來。”他也指出，保羅的智慧是神“賜給他的”。如果基督徒考慮這些經文，堅守其中正確的教訓，無疑會使人得益不淺。這樣任何人就永不致成為自命不凡，好像彼得所形容的那種人一樣説： “萬物與起初創造的時候仍是一樣。”（3:4）也不致落入彼得在信中第2章所描述的偽教師的陷阱中。相反，人應當把彼得和其他聖經執筆者給予的提醒時刻謹記在心。這些提醒會幫助人在“真道上堅固”，耐心地繼續“在救主耶穌基督的恩典和知識上有長進”。

### 增加确切的知识
為了增加“對神和對我們主耶穌的確切認識”，彼得鼓勵人作出誠摯的努力去養成他在第1章第5-7節所列舉的基督徒品德，然後他在第8節補充説：“你們若充充足足地有這幾樣，就必使你們在認識我們的主耶穌基督上不至於閒懶不結果子了。”這是對神的服事者提出的很好的鼓勵，要在這危險的日子保持活躍。

### 做出努力
如彼得所说，若要確定能够有分承受神那“又寶貴又極大的應許”，作出最大的努力十分重要。因此彼得勸勉受膏的基督徒要把目光集中於王國目標之上，説：“應當更加殷勤，使你們所蒙的恩召和揀選堅定不移。你們若行這幾樣，就永不失腳。這樣，必叫你們豐豐富富地得以進入我們主──救主耶穌基督永遠的國。”

### 阅读圣经
- （页面存档备份，存于） （繁體中文）
- （页面存档备份，存于） （简体中文）